# Broodje

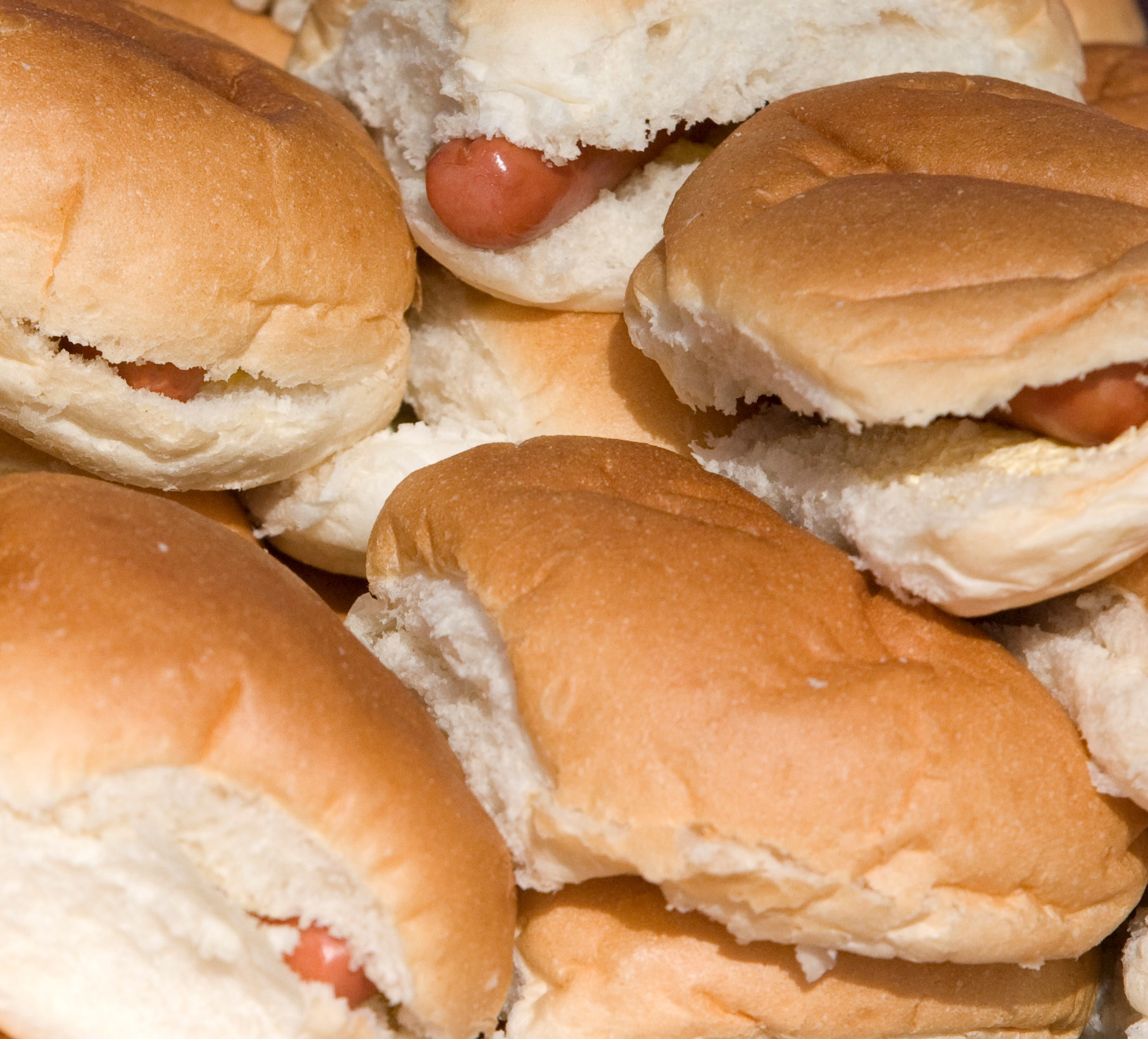
Kadetjes met knakworst

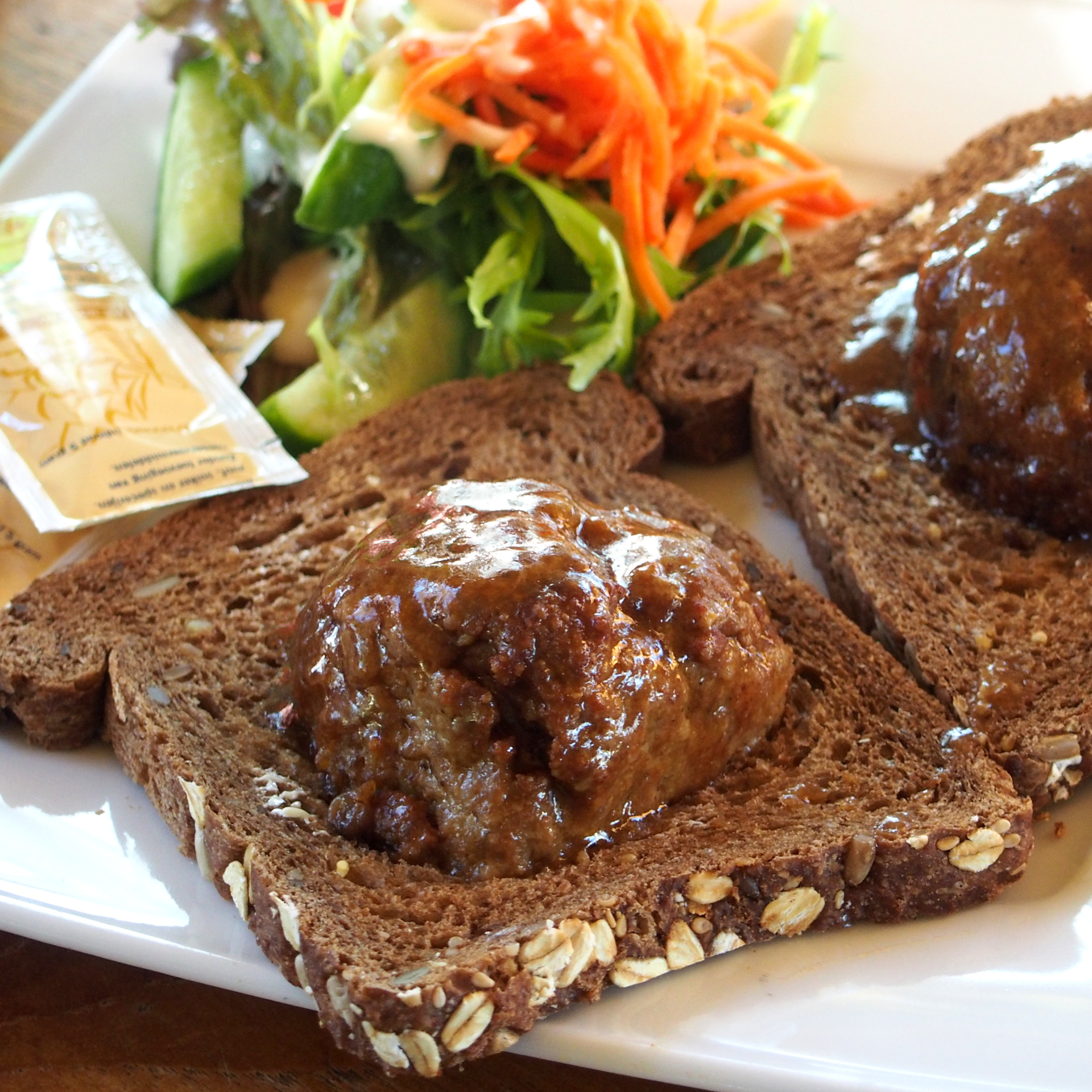
Broodje bal

Een broodje (het verkleinwoord van brood) is veelal een klein, apart gebakken brood of, in de noordelijke Nederlandse provincies, een snee brood, veelal kant-en-klaar belegd.

## Soorten broodjes
- de croissant
- de Italiaanse bol
- het kadetje (als het kadetje langwerpig is, wordt het een puntje genoemd.)
- het kaiserbroodje
- de krentenbol
- het pistoletje
- het pitabroodje
- het puntbroodje
- de sandwich
- de wrap

## Broodjes als snack
In de jaren 1950 werd in Nederland het eethuis waar broodjes werden verkocht populair. Bekende broodjeswinkels uit die tijd waren:
- in Amsterdam: het Broodje van Kootje
- in Groningen: het Amsterdams Broodjeshuis

Mogelijk door het Engelse fenomeen sandwich shop is het oude broodjeshuis tegenwoordig grotendeels vervangen door bakkerijen met een uitgebreide keuze aan belegde broodjes. Met de komst van shoarmazaken in Nederland werd ook het pitabroodje met döner kebab populair.
Het broodje bapao uit de Indonesische keuken is in verschillende Nederlandse supermarkten te verkrijgen.

## In de bouw
Met een broodje kan ook een bouwkundig element worden aangeduid, onderdeel van een broodjesvloer.